# Underground Rustlers
Underground Rustlers è un film del 1941 diretto da S. Roy Luby.
È un film western statunitense con Ray Corrigan (accreditato come Ray 'Crash' Corrigan), John 'Dusty' King e Max Terhune (accreditato come Max 'Alibi' Terhune). È basato sul racconto Bullets and Bullion di John Rathmell. Fa parte della serie di 24 film western dei Range Busters, realizzati tra il 1940 e il 1943 e distribuiti dalla Monogram Pictures.

## Produzione
Il film, diretto da S. Roy Luby su una sceneggiatura di John Vlahos, Ted Tuttle e Elizabeth Beecher con il soggetto di John Rathmell, fu prodotto da George W. Weeks per la Monogram Pictures tramite la società di scopo Range Busters e realizzato tra il settembre e l'ottobre del 1941. Il titolo di lavorazione fu Bullets and Bullion. Il brano della colonna sonora Followin' the Trail fu composto da Jean George (parole e musica); Sweetheart of the Rangeda Harry Tobias, Roy Ingraham e Mickey Ford.

## Distribuzione
Il film fu distribuito negli Stati Uniti dal 21 novembre 1941 al cinema dalla Monogram Pictures.

## Promozione
Le tagline sono:
- "IT'SA DATE WITH DEATH! When the West's Most Ruthless Killers Hook Up With Rangebuster Fury...".
- "CATTLE RUSTLING IS PIKER'S PLAY AGAINST A HAUL IN BULLION - But They Had To Buck The Rangebusters And Come Off Second Best ".
- "REVENGE ON THE RANGE - BY THE RANGERS WHO CAN GIVE IT! ".
- "RED-BLOODED ACTION...by BLUE-BLOODS of the RANGE!".
- "ACTION PACKED WITH THE PUNCH OF THE OLD WEST!".